# Dekenaat Kempen
Het dekenaat Kempen was tot 1 september 2014 een Belgisch katholiek dekenaat in het Bisdom Antwerpen en werd opgericht in januari 2005. Het telde 38 parochies gegroepeerd in 6 federaties.
Het dekenaat omvatte de gemeenten Arendonk, Baarle-Hertog, Beerse, Dessel, Kasterlee, Lille, Merksplas, Oud-Turnhout, Ravels, Retie, Turnhout, Vosselaar en een deel van de gemeente Mol.

## Lijst van dekens
| Deken            | van              | tot               |
| ---------------- | ---------------- | ----------------- |
| Peter Dierckx    | 1 januari 2005   | 30 september 2007 |
| Wim Selderslaghs | 1 oktober 2007   | 1 september 2009  |
| Jos Daems        | 1 september 2009 | 31 augustus 2014  |

## Parochies
| Parochie                                 | Deelgemeente   | Patroonheilige        | Kerk                                   |
| Federatie Arendonk                       |                |                       |                                        |
| Onze-Lieve-Vrouw ten Hemel Opgenomen     | Arendonk       | Maria Hemelvaart      | Onze-Lieve-Vrouw en Sint-Jobkerk       |
| Sint-Remigius                            | Baarle-Hertog  | Sint-Remigius         | Sint-Remigiuskerk (Baarle)             |
| Sint-Jan Baptist                         | Weelde         | Sint-Jan Baptist      | Sint-Jan Baptistkerk                   |
| Sint-Adrianus                            | Ravels         | Sint-Jan Baptist      | Sint-Adrianuskerk                      |
| Sint-Jozef                               | Arendonk       | Sint-Jozef            | Sint-Jozefskerk                        |
| Sint-Michiel                             | Weelde         | Sint-Michiel          | Sint-Michielskerk                      |
| Onze-Lieve-Vrouw van de Rozenkrans       | Weelde         | Maria                 | Onze-Lieve-Vrouw van de Rozenkranskerk |
| Federatie Beerse - Merksplas - Vosselaar |                |                       |                                        |
| Sint-Lambertus                           | Beerse         | Sint-Lambertus        |                                        |
| Onze-Lieve-Vrouw Altijddurende Bijstand  | Beerse         | Maria                 |                                        |
| Sint-Willibrordus                        | Merksplas      | Sint-Willibrordus     |                                        |
| Sint-Quirinus                            | Vlimmeren      | Sint-Quirinus         |                                        |
| Onze-Lieve-Vrouw                         | Vosselaar      | Maria                 |                                        |
| Sint-Rumoldus                            | Merksplas      | Sint-Rumoldus         |                                        |
| Federatie Dessel - Retie                 |                |                       |                                        |
| Sint-Niklaas                             | Dessel         | Sint-Niklaas          | Sint-Niklaaskerk                       |
| Heilige Familie                          | Dessel         | Heilige Familie       | Heilige Familiekerk                    |
| Sint-Niklaas                             | Mol            | Sint-Niklaas          | Sint-Niklaaskerk                       |
| Sint-Martinus                            | Retie          | Sint-Martinus         | Sint-Martinuskerk                      |
| Sint-Job                                 | Retie          | Sint-Job              | Sint-Jobkerk                           |
| Federatie Kasterlee                      |                |                       |                                        |
| Sint-Willibrordus                        | Kasterlee      | Sint-Willibrordus     |                                        |
| Onze-Lieve-Vrouw                         | Lichtaart      | Maria                 |                                        |
| Sint-Margarita                           | Tielen         | Sint-Margarita        |                                        |
| Federatie Lille                          |                |                       |                                        |
| Onze-Lieve-Vrouw Geboorte                | Gierle         | Maria                 |                                        |
| Sint-Pieter                              | Lille          | Sint-Pieter           |                                        |
| Sint-Jan Baptist                         | Poederlee      | Sint-Jan Baptist      |                                        |
| Sint-Amelberga                           | Wechelderzande | Sint-Amelberga        |                                        |
| Federatie Turnhout                       |                |                       |                                        |
| Sint-Antonius Abt                        | Oud-Turnhout   | Sint-Antonius Abt     |                                        |
| Sint-Bavo                                | Oud-Turnhout   | Sint-Bavo             |                                        |
| Sint-Franciscus van Asissi               | Turnhout       | Franciscus van Assisi |                                        |
| Goddelijk Kind Jezus                     | Turnhout       | Goddelijk Kind Jezus  |                                        |
| Heilig Hart                              | Turnhout       | Heilig Hart           |                                        |
| Onze-Lieve-Vrouw Middelares              | Turnhout       | Maria                 |                                        |
| Sint-Pieter                              | Turnhout       | Sint-Pieter           |                                        |
| Heilig Kruis                             | Turnhout       | Heilig Kruis          |                                        |
| De Blijde Boodschap                      | Turnhout       | De Blijde Boodschap   |                                        |
| Pinksterkerk                             | Turnhout       | Pinksterkerk          |                                        |
| Onze-Lieve-Vrouw                         | Turnhout       | Maria                 |                                        |
| Onbevlekt Hart Maria Koningin            | Oud-Turnhout   | Maria                 |                                        |